# سالفادور فلوريس
سالفادور فلوريس (بالإسبانية: Salvador Flores) (1906 – تاريخ الوفاة غير معلوم) لاعب كرة قدم باراغواياني راحل كان يجيد اللعب في خط الدفاع .
لعب طوال مسيرته الرياضية في نادي سيرو بورتينو . شارك مع منتخب الباراغواي في بطولة كأس العالم 1930 في الأوروغواي كما شارك في بطولة كأس أمريكا الجنوبية 1929 .

## روابط خارجية
- سالفادور فلوريس على موقع الاتحاد الدولي (مؤرشف)  (الإنجليزية)
- سالفادور فلوريس على موقع ناشيونال فوتبول تيمز (الإنجليزية)
- سالفادور فلوريس على موقع Soccerway.com (الإنجليزية)
- سالفادور فلوريس على موقع عالم كرة القدم.نت (الإنجليزية)